# Cirkus Buster
Cirkus Buster er både en dansk Tv-serie, en omrejsende cirkus og en spillefilm fra 1961, instrueret af Erik Balling, skrevet af Buster Larsen og med musik af Bent Fabricius-Bjerre. Filmen er baseret på en tv-serie af samme navn og med nogle af de samme medvirkende, samt den omrejsende Cirkus Buster.

## Tv-programmer
Idéen til Cirkus Buster blev skabt i 1959 af en ung producer i fjernsynets BUS-afdeling, Niels-Jørgen Kaiser. Serien blev optaget i Tivolis Koncertsal, hvor der blev bygget en manege op på scenen. Forestillingerne bestod dels af optrædende børn og dels af professionelle artister og skuespillere. Den gennemgående figur var cirkusdirektør, sprechstallmeister og klovnen ”Buster”, spillet af den folkekære skuespiller Buster Larsen. Selv om eksperimentet blev spået en kort levetid, blev det en af tidens største TV-succeser og serien fortsatte i 1960 og indtil maj 1961.

## Omrejsende cirkus
Cirkusdirektør Eli Benneweis havde nogle år tidligere købt den danske Cirkus Belli, som efter et par videreførte sæsoner i Benneweis-regi blev lagt i mølpose. Eli Benneweis så muligheden for en rigtig Cirkus Buster-turné og stillede materialet fra Cirkus Belli til rådighed for Buster Larsen, sammen med en professionel cirkusmand, Christy, til at lede foretagendet, der havde premiere i maj 1961 i Grenå. Også den omrejsende Cirkus Buster blev en stor succes, men Eli Benneweis var fornuftig nok til at stoppe mens legen var god.

### Medvirkende, program
1. Koncert
under ledelse af apelmester Leif Keller
2. Buster byder velkommen
3. »Bustafa«
4. Fru Lizzi
med sine dygtige hunde
5. Molly og Tony
Plastic act
6. Cirkus Buster's prægtige heste
7. 2 Orloczy - ungarsk perch
8. Marion og Erik - Pop i top
9. Arne Lindberg
med sine to indiske elefanter, samt lille Tommy med sin storebror
10. Bjarne - Manden i månen
11. 6 Carlettos
den berømte danske akrobatfamilie

10 minutters pause
1. Evald Carstensen
med sine fem prætige Berberløver
2. Western Show
Bente - Sigrid - Marion - Erik - Buster med Silver
Arizonas
3. Les Alwas - Luftsensation
4. Tile og Jean Hoppe
Charmerende dyredressur
5. De folkekære klovner
Viggo, Bernhard, Poul og Buster
6. Finale

Kilde: Cirkus Før Og Nu - Circus Before And Now

## Film
TV-optagelserne er gået tabt, da billedbåndne blev slettet og genbrugt til andet formål. Den omrejsende cirkus blev derimod bevaret i filmen Cirkus Buster.

### Medvirkende
- Buster Larsen – Cirkusdirektør og klovn Buster
- Helle Virkner – Jasmine
- Viggo Brodthagen – Som sig selv
- Ole Wisborg
- Palle Huld
- Tommy Kenter – Overbetjentens dreng
- Karl Stegger – Overbetjent
- Inger Stender
- Mogens Brandt
- Bernhard Brasso - Fløjte Bernhard
- Torkil Lauritzen - Den hvide klovn

## Ekstern kilde/henvisning
- Cirkus Buster på Internet Movie Database (engelsk)
- Cirkus Buster på Filmdatabasen
- Cirkus Buster på danskefilm.dk
- Cirkus Buster på danskfilmogtv.dk
- Cirkus Buster på Scope
- Cirkus Buster i Svensk Filmdatabas (svensk)
- Cirkus Buster på The Movie Database (engelsk)